# A Journal to Stella
A Journal to Stella (deutsch zuerst unter dem Titel: Swift’s Tagebuch in Briefen an Stella) ist eine Sammlung von Briefen Jonathan Swifts, die erstmals 1766, einige Jahre nach seinem Tod, veröffentlicht wurde.
Der Schriftsteller und Satiriker Jonathan Swift (1667–1745) war von 1713 bis zu seinem Tod Dekan der St. Patrick’s Cathedral in Dublin. Er setzte sich leidenschaftlich gegen die soziale Ungerechtigkeit in der Gesellschaft ein. Seinen Ruf als größter Satiriker der englischen Sprache erhielt er auch wegen seines bekanntesten Werkes, Gullivers Reisen.

## Die Briefe
Die Sammlung besteht aus 65 Tagebuchbriefen an Swifts Freundin Esther Johnson (1681–1728), die er „Stella“ nannte und mit der er einigen Berichten zufolge heimlich verheiratet war, obwohl dafür keine Belege gefunden wurden. Die Briefe wurden zwischen 1710 und 1713 von verschiedenen Orten in England aus geschrieben und sind an Stella adressiert, obwohl einige an ihre Freundin Rebecca Dingley gerichtet sind. Die Briefe bieten einen außergewöhnlichen Einblick in Swifts Erlebnisse in London während der politisch aktivsten und aufregendsten Jahre seiner Karriere und belegen seine sich entwickelnde Beziehung zu den beiden Frauen. Nach Einschätzung einiger Literaturwissenschaftler ist das Tagebuch für Stella vor allem ein sehr persönliches Dokument. Nirgends und an niemandem schrieb Swift so freimütig über sich selbst wie in diesen Briefen an Esther Johnson, und kaum irgendwo sonst drückte er sich so umfassend aus.
Unter den Verweisen auf Swifts Zeitgenossen in seinem Tagebuch sind Elizabeth Germain (1680–1769), eine Aristokratin und Antiquitätensammlerin, und George Ashe (1657–1718), Bischof von Cloyne, ein alter Freund, der Swift 1716 heimlich mit Stella verheiratet haben soll.

## Inschrift in der St. Patrick’s Cathedral

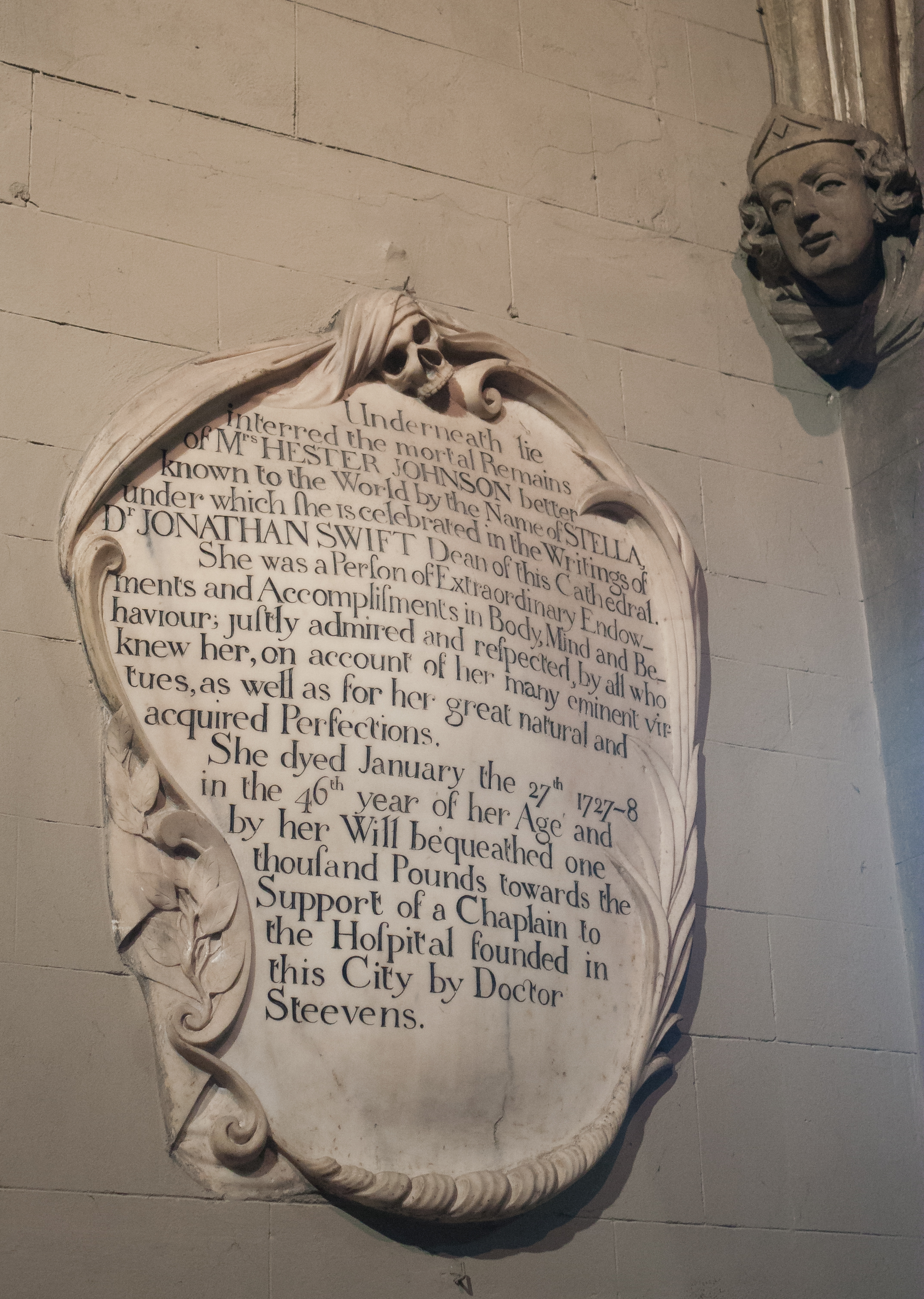

Die Hester (Esther) Johnson gewidmete Rokoko-Kartusche im südlichen Seitenschiff der St. Patrick’s Cathedral hat die folgende Inschrift:
Text
Underneath lie interred the mortal Remains of Mrs HESTER JOHNSON better known to the World by the Name of STELLA, under which she is celebrated in the Writings of Dr JONATHAN SWIFT Dean of this Cathedral. She was a Person of Extraordinary Endowments and Accomplisments in Body, Mind and Behaviour; justly admired and respected, by all who knew her, on account of her many eminent virtues, as well as for her great natural and acquired Perfections. She dyed January the 27th 1727–8 in the 46th year of her Age and by her Will bequeathed one thousand Pounds towards the Support of a Chaplain to the Hospital founded in this City by Doctor Steevens.
Übersetzung
Hierunter ruhen die sterblichen Überreste von Frau HESTER JOHNSON, der Welt besser bekannt unter dem Namen STELLA, unter dem sie in den Schriften von Dr. JONATHAN SWIFT, dem Dekan dieser Kathedrale, gefeiert wird. Sie war eine Person mit außergewöhnlichen Begabungen und Fähigkeiten in Körper, Geist und Verhalten; mit Recht bewundert und respektiert von allen, die sie kannten, wegen ihrer vielen herausragenden Tugenden sowie wegen ihrer großen natürlichen und erworbenen Vollkommenheiten. Sie starb am 27. Januar 1727-8 im 46. Jahr ihres Alters und vermachte in ihrem Testament eintausend Pfund zur Unterstützung eines Kaplans für das in dieser Stadt von Doktor Steevens gegründete Krankenhaus.